# Osterbotschaft Münchner Laien
Die Osterbotschaft Münchner Laien war eine Denkschrift des Widerstandskreises um den evangelischen Buchhändler und Verleger Albert Lempp, des später so genannten „Lemppschen Kreises“. Sie datiert vom 25. April 1943, dem spätestmöglichen Termin für Ostern, und ist eines der wenigen Zeugnisse kirchlichen Widerstands gegen die nationalsozialistische Judenverfolgung.
Verfasser war der württembergische Pfarrer Hermann Diem, der zum Kreis um Albert Lempp gehörte.

## Zusammenfassung
Die Denkschrift beginnt mit der Klage, dass „Christen es nicht länger ertragen könnten“, dass „die Kirche zur Verfolgung der Juden schweigt“. Die Judenverfolgung wird mit Verweis auf das christliche Gebot der Nächstenliebe und auf das Gleichnis vom barmherzigen Samariter abgelehnt.
Des Weiteren wird die „Judenfrage“ nicht als politisches, sondern als „evangelisches“ Problem gesehen. Eine Vernichtung des Judentums wird als Versuch angesehen, den Gott des Ersten Gebots zu bekämpfen. Die Juden, so heißt es weiter, seien das Volk Gottes und die Kirche sei mit dem Judentum unlöslich verknüpft.
Wichtig sei, dass die Kirche Zeugnis ablege gegen die Verfolgung der Juden und anderer „Männer und Frauen im deutschen Machtbereich“, die „ohne gerichtliches Urteil unterworfen werden“, und den Staat daran erinnere, „den Fremdlingen, Witwen und Waisen keine Gewalt anzutun“. Auch die Rechtsprechung habe sich im Strafmaß und Strafvollzug nach diesem Gebot zu richten.
Außerdem erwähnt er die „Maßnahmen in den besetzten Gebieten“, die „das Gewissen und die Kraft unzähliger Männer und Frauen im deutschen Volk auf das schwerste belasteten“.
Das Zeugnis der Kirche gegen die Judenverfolgung müsse öffentlich geschehen; alles, was die Kirche in dieser Sache bisher getan habe, sei kein solches Zeugnis gewesen, weil es eben nicht öffentlich geschah noch der Aufgabe gerecht wurde.
Das Dokument »stellt wohl das entschiedenste und deutlichste Bekenntnis gegen die Judenverfolgung dar, das in Bayern jemals laut geworden ist« (Helmut Baier, Kirchenhistoriker, Leiter des landeskirchlichen Archivs Nürnberg von 1975 bis 2004).

## Folgen
Diese Osterbotschaft wurde als Denkschrift des Lemppschen Kreises im April 1943 an Landesbischof Hans Meiser übergeben, wurde aber nicht veröffentlicht oder in den Kirchen gepredigt. Jedoch wurde sie an den württembergischen Landesbischof Theophil Wurm weitergegeben. In der Folgezeit wurde die Denkschrift nachgedruckt und weiter verbreitet, unter anderem auch in der Schweiz.
Nur der rheinische Pfarrer Helmut Hesse verlas das Schriftstück öffentlich, bezahlte aber dafür mit dem Leben. Er wurde am 8. Juni 1943 von der Gestapo verhaftet und am 13. November ins Konzentrationslager Dachau eingeliefert. Elf Tage danach starb er, weil man ihm lebenswichtige Medikamente und Behandlungen vorenthielt.